# آرانچا سانچز ویکاریو
آرانچا سانچز ویکاریو (اسپانیایی: Arantxa Sánchez Vicario‎؛ زاده ۱۸ دسامبر ۱۹۷۱) یک تنیس‌باز اهل اسپانیا است.